# Bundesliga Femenina 2006-07
La Bundesliga Femenina 2006-07 fue la 17.ª edición de la máxima categoría de la liga de fútbol femenino de Alemania. Comenzó el 10 de septiembre de 2006 y terminó el 10 de junio de 2007. El equipo campeón fue 1. FFC Frankfurt y el subcampeón FCR 2001 Duisburg que además se clasificaron a la Liga de Campeones Femenina de la UEFA.

## Clasificación
| Pos. | Equipo                 | Pts. | PJ | G  | E | P  | GF | GC  | Dif. | Clasificación o descenso     |
| ---- | ---------------------- | ---- | -- | -- | - | -- | -- | --- | ---- | ---------------------------- |
| 1    | 1. FFC Frankfurt (C)   | 60   | 22 | 19 | 3 | 0  | 91 | 17  | +74  | Calificó a Liga de Campeones |
| 2    | FCR 2001 Duisburg      | 51   | 22 | 16 | 3 | 3  | 76 | 25  | +51  | Calificó a Liga de Campeones |
| 3    | 1. FFC Turbine Potsdam | 44   | 22 | 13 | 5 | 4  | 51 | 23  | +28  |                              |
| 4    | FC Bayern Múnich       | 38   | 22 | 12 | 2 | 8  | 35 | 29  | +6   |                              |
| 5    | SC 07 Bad Neuenahr     | 33   | 22 | 10 | 3 | 9  | 45 | 45  | 0    |                              |
| 6    | SGS Essen              | 32   | 22 | 10 | 2 | 10 | 55 | 42  | +13  |                              |
| 7    | TSV Crailsheim         | 30   | 22 | 9  | 3 | 10 | 33 | 37  | −4   |                              |
| 8    | VfL Wolfsburgo         | 27   | 22 | 8  | 3 | 11 | 20 | 49  | −29  |                              |
| 9    | Hamburger SV           | 26   | 22 | 7  | 5 | 10 | 34 | 34  | 0    |                              |
| 10   | SC Friburgo            | 25   | 22 | 8  | 1 | 13 | 36 | 57  | −21  |                              |
| 11   | Heike Rheine           | 14   | 22 | 4  | 2 | 16 | 24 | 57  | −33  | Desciende a 2. Bundesliga    |
| 12   | Brauweiler Pulheim     | 0    | 22 | 0  | 0 | 22 | 15 | 100 | −85  | Desciende a 2. Bundesliga    |

 Fuente: 

## Goleadoras

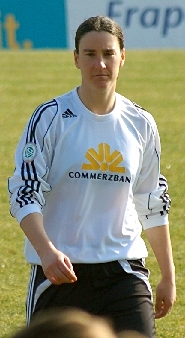
Birgit Prinz, goleadora de la temporada.

| Posición | Jugadora           | Club              | Goles |
| -------- | ------------------ | ----------------- | ----- |
| 1        | Birgit Prinz       | 1. FFC Frankfurt  | 28    |
| 2        | Inka Grings        | FCR 2001 Duisburg | 22    |
| 3        | Kerstin Garefrekes | 1. FFC Frankfurt  | 21    |
| 4        | Simone Laudehr     | FCR 2001 Duisburg | 18    |
| 4        | Charline Hartmann  | SGS Essen         | 18    |
| 6        | Petra Wimbersky    | 1. FFC Frankfurt  | 17    |
| 7        | Shelley Thompson   | Hamburger SV      | 15    |
| 7        | Nina Aigner        | FC Bayern Múnich  | 15    |
| 9        | Linda Bresonik     | SGS Essen         | 14    |
| 9        | Fatmire Alushi     | FCR 2001 Duisburg | 14    |